# Bandera de Kirguistán

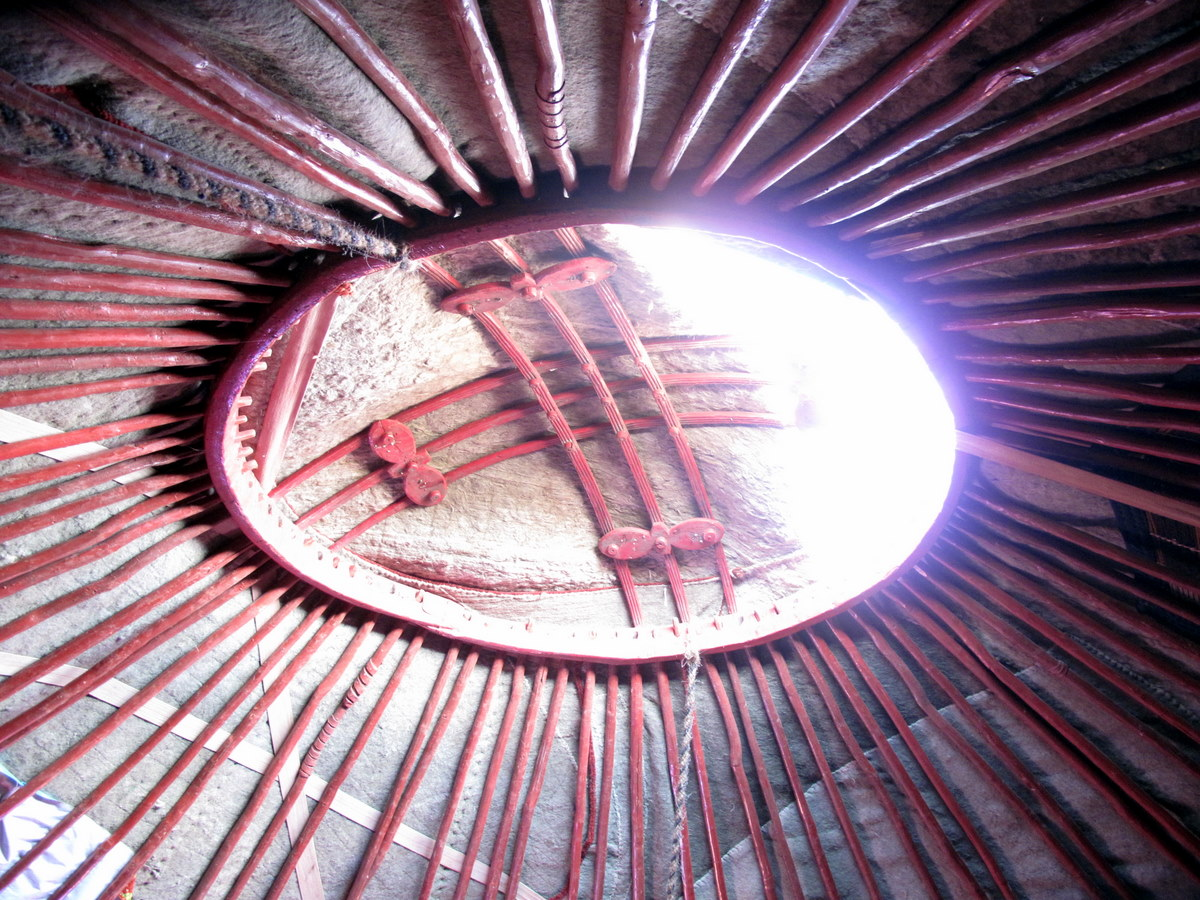
Vista interior del techo de una yurta kirguisa, inspiración del motivo central de la bandera

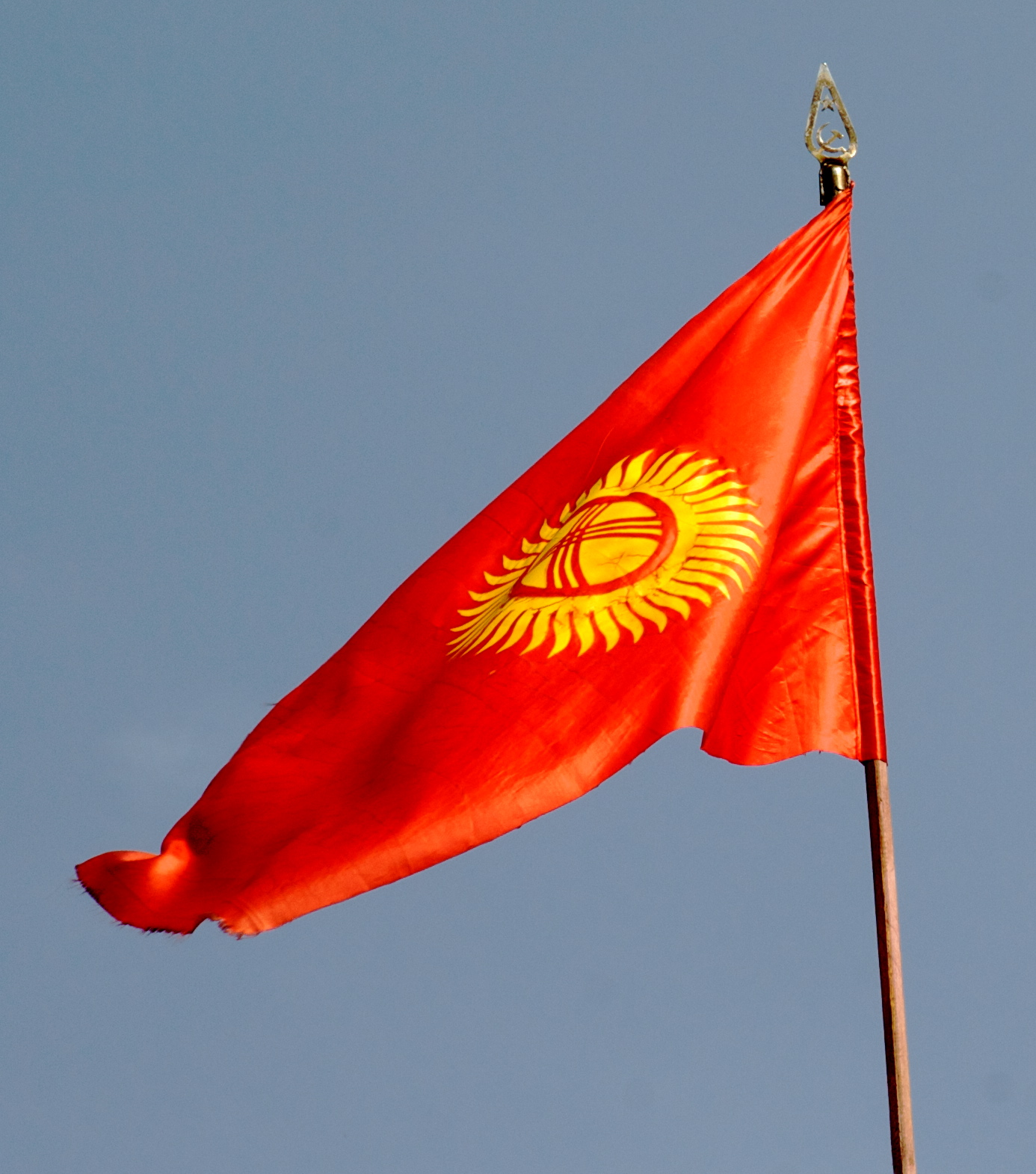
Antigua bandera kirguisa ondeando, fotografiada en 2008

Bandera nacional alternativa propuesta en 2011

La bandera de Kirguistán fue adoptada el 3 de marzo de 1992, dos meses después de que fuera reconocida la independencia del país. Es un paño de color rojo en el que aparece representado, en su parte central, un sol amarillo con cuarenta rayos, en cuyo centro se ubica un círculo rojo atravesado por seis líneas curvas del mismo color, colocadas en dos pares de tres líneas cada uno. El 20 de diciembre de 2023 fue modificada para introducir la versión actual, con los rayos rectos.

## Simbolismo
El rojo simboliza la paz y la unión del pueblo kirguís. Los cuarenta rayos del sol central se corresponden con las cuarenta familias mencionadas como integrantes del pueblo kirguís en el famoso canto épico denominado La épica de Manas. El círculo rojo rasgado por seis líneas en el interior del sol representa al tündük, parte superior de las yurtas que habitan los nómadas de Kirguistán.
El uso del color rojo ha suscitado protestas en algunos sectores de la población, quienes lo interpretan como un resabio del pasado soviético.

## Banderas históricas

Bandera con la shahada utilizada por los rebeldes kirguises en las revueltas de 1898 y 1916
Bandera de la República Autónoma Socialista Soviética de Kirguistán (1929-1936)
Bandera de la República Socialista Soviética de Kirguistán (1936-1940)
Bandera de la República Socialista Soviética de Kirguistán (1940-1952)
Bandera de la República Socialista Soviética de Kirguistán (1952-1991)
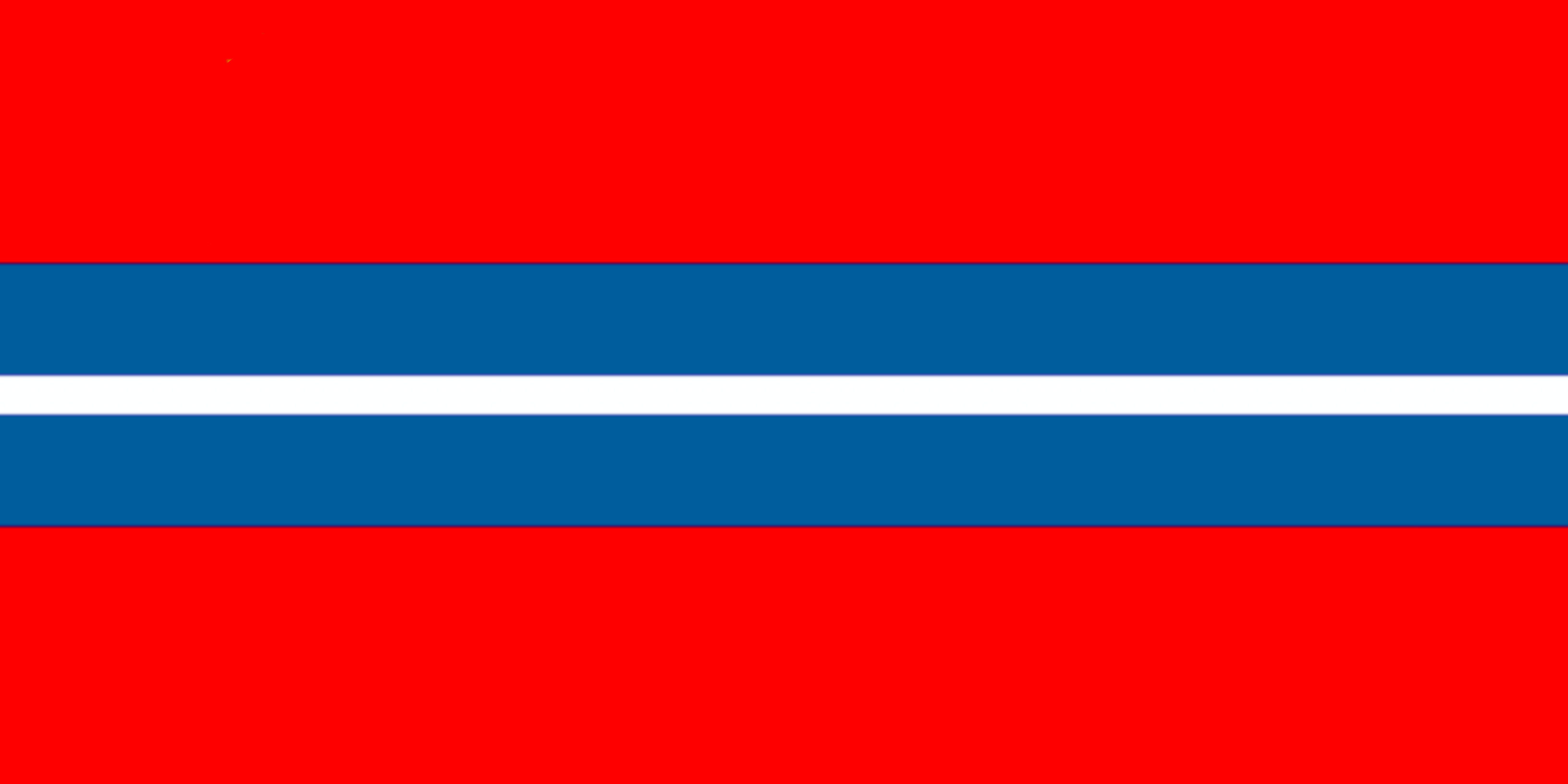
Bandera de la República de Kirguistán (1991-1992)
Bandera de la República Kirguisa (1992-2023)